# Severo Lombardoni

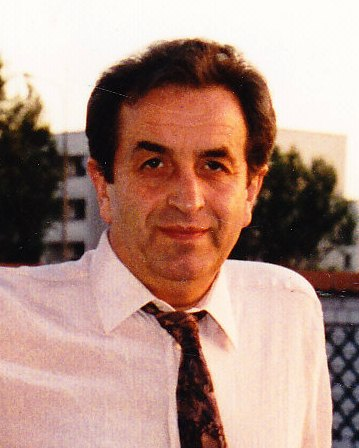
Severo Lombardoni Mitte der 1990er

Severo Lombardoni (eigentlich Severino Lombardoni, * 7. März 1949 in Pedrengo bei Bergamo; † 13. Februar 2012 in Mailand) war ein unabhängiger Musikproduzent in Italien. Er war der Gründer und Eigentümer der Discomagic Srl und gilt als einer der Begründer von Italo Disco und Italo Dance.

## Leben
Lombardoni war das älteste Kind von Francesco Lombardoni und Francesca, geb. Nava. Er hatte drei jüngere Geschwister; seine Schwestern Anna und Ornella sowie der Bruder Vittorio sind ebenfalls im Musikgeschäft tätig. Severo besuchte von 1960 bis 1963 die Technische Oberschule in Seriate und graduierte am Conservatorio “Giuseppe Verdi” di Milano im Jahr 1969.
In seiner Jugend beteiligte Lombardoni sich an lokalen Fahrradrennen. Er beherrschte mehrere Instrumente; während seiner Zeit am Konservatorium und in Folgejahren spielte er in verschiedenen Bands Posaune, Klavier, Harmonika und Gitarre. Für ein Jahr unterrichtete er Musik an einer Grundschule.
Im Jahr 1974 eröffnete Lombardoni ein Schallplattengeschäft in Seriate. Später verlegte er seinen Wohnsitz nach Mailand und gründete dort 1977 einen Schallplatten-Großhandel.

### Discomagic und Lombardoni Edizioni Musicali
1981 eröffnete Lombardoni das Tonträgerunternehmen Discomagic und den Musikverlag Lombardoni Edizioni Musicali. Discomagic entwickelte sich schnell und war ab Mitte bis Ende der 1980er Jahre der größte Italo-Disco-Musikproduzent des Landes. Neben dem Hauptlabel “Disco Magic” verfügte die Firma über viele Sublabels, in denen solche Titel produziert wurden, deren Erfolgsaussichten unsicher erschienen oder die anderen Musikgenres zugehörten. Discomagic vertrieb außerdem landes-, europa- und weltweit Titel aus Katalogen von Labeln wie “Time Records”, “DWA”, “RARE” oder “GGM”.
Mit Discomagic setzte Lombardoni viele Standards seiner Zeit. Die Via Mecenate in Mailand, in der seine Firma ihren Sitz hatte, entwickelte sich zu einem Zentrum von Musikhändlern und -produzenten. Lombardoni war der erste Musikproduzent Italiens, der Fernsehwerbung für seine Produkte schaltete. Auch die massenhafte Produktion von Kompilationen Ende der 1980er Jahre fand viele Nachahmer.
Auch mit der Firma Lombardoni Publishing Srl trat Lombardoni als Musikverlag auf. Komponisten, mit denen Lombardoni zusammenarbeitete, waren neben anderen Pierluigi Giombini, Paolo Pelandri, Domenico Ri'cchini, Manuel Curry und Luis Garcia Perez. Die größten Erfolge waren Produktionen wie “Don't cry tonight” von Savage,"Shanghai", "Sayonara", "Don't Stop The Music" von Lee Marrow, “Happy children” von P. Lion und “Dolce vita” von Ryan Paris, die alle im Jahr 1983 erschienen. 1989 verlegte er “Ride on time” von Black Box. Das Lied aus der LP “Dreamland” wurde trotz Urheberstreitigkeiten zu einem der größten Erfolge der Zeit in Europa. Im Jahr 1988 gründete Lombardoni in Deutschland die Lombardoni Musik GmbH, die bereits 1990 den zehnten Platz unter den erfolgreichsten Musikverlagen in Deutschland erreichte.
Finanzielle Probleme führten 1997 zur Einstellung des Geschäftsbetriebes. Das Hauptlabel “Disco Magic” mit seinem Katalog musste Lombardoni an den deutschen Musikproduzenten Bernhard Mikulski (ZYX Music) verkaufen. Einige der kleineren Sublabel übernahm Saifam. Das Sublabel Dance World Attack wurde unabhängig.

#### Produktionen (Auswahl)
- 1983, Ryan Paris, “Dolce Vita”
- 1983, P. Lion, “Happy Children”
- 1985, Lee Marrow, "Shanghai"
- 1985. Lee Marrow, "Sayonara"
- 1983, Savage, “Don't cry tonight”
- 1986, Gazebo, “Trotsky Burger”
- 1988, Savage, “So Close”
- Joe Yellow, “I'm Your Lover”
- Den Harrow, “A laste of Lave, To Meet Me”
- Gary Low, “You Are a Danger”

#### Sublabels (Auswahl)
- “Out”
- “High Energy”
- “Sensation Records”
- “Out Records”
- “Trash Records”
- “Yellowstone Records”

### Hitland
Ab Ende der 1990er verlegte Lombardoni mit seinem Sohn Matteo Sammelwerke und Nachdrucke von Italo-Disco-Hits aus den 1980er Jahren unter dem Label “Hitland”.
Lombardoni war zweimal verheiratet und hatte zwei Kinder. Er starb an einer Hirnblutung am 13. Februar 2012. Die Trauerfeier fand in der Pfarrkirche Madonna Aiuto dei Cristiani in Mailand statt. Anschließend wurde er auf dem Friedhof in Pedrengo bei Bergamo beerdigt.